# Shuangluo
Shuangluo (kinesiska: 双洛乡, 双洛) är en socken i Kina. Den ligger i provinsen Sichuan, i den sydvästra delen av landet, omkring 170 kilometer öster om provinshuvudstaden Chengdu. Antalet invånare är 5 995. Befolkningen består av 2 959 kvinnor och 3 036 män. Barn under 15 år utgör 14,0 %, vuxna 15-64 år 67 %, och äldre över 65 år 17,0 %.
Genomsnittlig årsnederbörd är 1 328 millimeter. Den regnigaste månaden är juli, med i genomsnitt 302 mm nederbörd, och den torraste är december, med 5 mm nederbörd.